# Gens Apuleia
La gens Apuleia (llatí: gens Appuleia) va ser una família romana d'origen plebeu que comptà amb membres de rellevància durant la República i fins a l'Imperi. Els Apuleu van portar els cognomens de Decià, Pansa i Saturní.
Alguns membres destacats de la família van ser:
- Luci Apuleu, tribú de la plebs l'any 391 aC que va destituir a Marc Furi Camil.[3]
- Quint Apuleu Pansa, cònsol el 300 aC.
- Gai Apuleu Saturní, comissionat pel senat per arranjar disputes entre les ciutats de Pisae i de Luni, l'any 168 aC.
- Luci Apuleu Saturní, pretor l'any 166 aC i tal vegada germà de l'anterior.
- Luci Apuleu, ambaixador romà enviat el 156 aC a analitzar la situació entre el rei Àtal II de Pèrgam i Prúsies I de Bitínia.[4]
- Luci Apuleu Saturní, tribú de la plebs el 102 aC i net de Luci Apuleu Saturní.
- Gai Apuleu Decià, tribú de la plebs l'any 98 aC.
- Gai Apuleu Decià, fill de l'anterior.
- Luci Apuleu Saturní, propretor a Macedònia el 58 aC.
- Marc Apuleu, proqüestor a l'Àsia i proscrit pels triumvirs el 43 aC.
- Apuleu, tribú de la plebs i també proscrit pels triumvirs.
- Sext Apuleu, cònsol el 29 aC.
- Sext Apuleu, cònsol el 14 i fill de l'anterior.
- Apuleu Cels, metge romà del segle i.
- Luci Apuleu, escriptor romà del segle ii autor de la novel·la Les Metamorfosis, obra també coneguda amb el nom de L'Ase d'or.
- Luci Apuleu Bàrbar, sovint anomenat Pseudo-Apuleu, botànic romà del segle iv aC confós de vegades amb Luci Apuleu i Apuleu Cels.